# Carlo Ginzburg

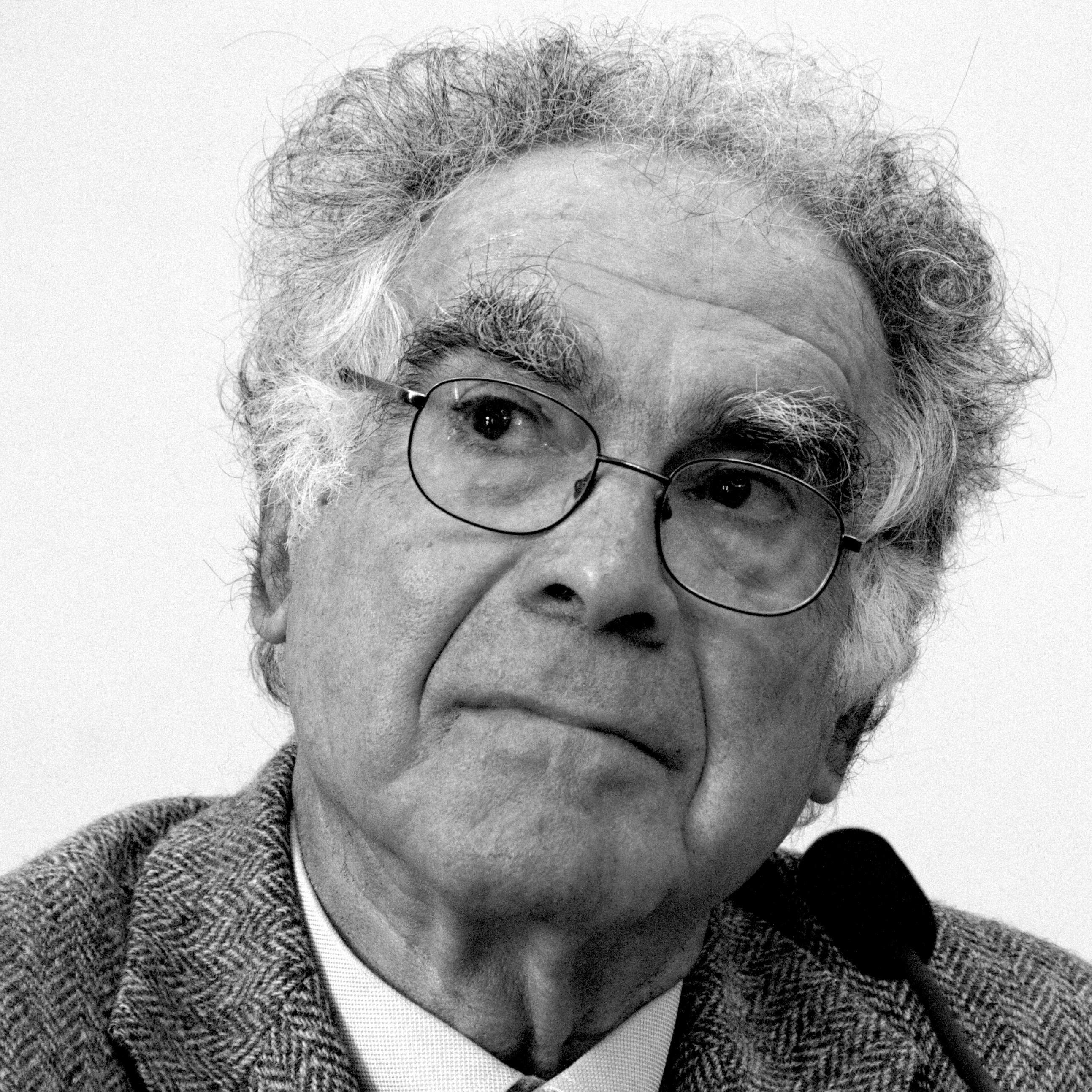
Carlo Ginzburg (2013)

Carlo Ginzburg (* 15. April 1939 in Turin) ist ein italienischer Historiker und Kulturwissenschaftler. Er zählt zu den Protagonisten des Konzepts der Mikrogeschichte.

## Leben und Wirken
Carlo Ginzburg, Sohn von Leone und Natalia Ginzburg, wuchs im literarischen Milieu Turins in einer jüdischen Intellektuellenfamilie auf, pflegte persönliche Beziehungen zu Schriftstellern wie Italo CalvinoS. 279 und wurde maßgeblich von Erich Auerbach beeinflusst.S. 682 Er litt als Kind unter Faschismus, Verfolgung und Marginalisierung.S. 279
1961 machte er seinen Universitätsabschluss an der Universität Pisa. 1970 schrieb er für das Organ der linksradikalen Spontibewegung Lotta Continua.S. 280  Kurz nach seinem Abschluss erhielt er einen Ruf an die Universität Bologna, wo er bis 1988 unterrichtete. Anschließend ging er in die Vereinigten Staaten an die UCLA, wo er Neuere Geschichte lehrte. Er ist Professore emerito an der Scuola Normale Superiore in Pisa, an der er seit 2006 lehrte.
Ginzburgs Fachgebiet erstreckt sich von der italienischen Renaissance bis zur frühen Moderne Europas. Er ist außerdem führender Vertreter der Mikrogeschichte und der Neuen Kulturgeschichte.
Sein 1976 erschienenes Werk Der Käse und die Würmer – Die Welt eines Müllers um 1600, das von dem italienischen Bauern Menocchio und dessen Weltbild handelt, machte ihn berühmt; es wurde in 15 Sprachen übersetzt und brachte ihm mehrere Auszeichnungen ein. In seinen Werken über die Hexenverfolgungen der frühen Neuzeit, zum Beispiel Hexensabbat, verfolgt er die Idee eines europäischen Schamanismus.
Ginzburg interessiert sich ebenso für den Prozess des wissenschaftlichen Erkenntnisgewinns: In Spurensicherung vergleicht er die Arbeitsmethoden von Sigmund Freud und Sherlock Holmes mit denjenigen des Kunsthistorikers Giovanni Morelli, der als Erster nebensächliche Details für die Zuschreibung von Gemälden heranzog. Vor dem Hintergrund des 19. Jahrhunderts beschreibt Ginzburg die jeweils epochentypischen Formen der Spurensicherung.
Er beteiligte sich an der Diskussion um Adriano Sofri und stellte seinen Fall 1991 in einem Buch dar.
1979 verkündete Ginzburg zusammen mit Carlo Poni von der Universität Bologna auf einer Konferenz in Rom das Programm der Mikrogeschichte. Später erschien die Publikation The Name and the Game dazu. Ginzburg und Poni erklärten, dass die italienischen Historiker dem französischen Vorbild, Geschichte zu schreiben (der Annales-Schule), ohne angemessene Finanzierung nicht folgen konnten. Zudem sollten sie dies aufgrund der aufgekommenen Kritiken an quantitativer Geschichtsschreibung ohnehin nicht tun.S. 19 Die Annales-Schule betone Strukturen von langer Dauer und gebe eine abstrakt-anonyme, die Wirklichkeit verzerrende Ordnung wieder. Es kämen lediglich die Weltbilder von Eliten in den Blick der Historiker.S. 273f. Anstelle der Sozialgeschichte der Annales-Schule schlugen sie vor, Analysen aus nächster Nähe von hochgradig umschriebenen, stark begrenzten Phänomenen wie einem Dorf oder Individuum zu machen. Durch die genaue Beleuchtung des sozialen Netzwerks entstehe eine Geschichtsschreibung, die näher an der Anthropologie stehe. Ihr Ziel sollte es sein, Rückschlüsse auf „größere historische Fragen“ und generelle Schlussfolgerungen zu ermöglichen. Die Geschichtsschreibung sollte sich so auch für marginalisierte Gruppen öffnen, die in anderen Methoden ausgelassen würden.S. 19
1996/1997 war Ginzburg Mitglied des Wissenschaftskollegs zu Berlin mit dem Forschungsthema Verfremdung und die Rhetorik der Aufklärung im Werk von Voltaire.
Am Leibniz-Zentrum für Literatur- und Kulturforschung in Berlin ist Ginzburg Ehrenmitglied. 2002 wurde er als korrespondierendes Mitglied in die British Academy gewählt. 2008 erhielt er auf Vorschlag des ZfL den Humboldt-Forschungspreis.  2009 wurde er zum Mitglied der Academia Europaea gewählt. Seit 2013 ist er Mitglied der American Philosophical Society.

## Rezeption
Sowohl Thomas Kroll wie Gianna Pomata von der Johns Hopkins University loben Ginzburgs Schreibstil. Laut Pomata könne Ginzburg bei Lesenden denselben Effekt hervorrufen wie Novellisten und ihnen die Begeisterung seiner detektivischen Arbeit durch seine Narration vermitteln.S. 24 Nach Kroll hebt sich Ginzburgs literarische Gestaltung seiner Werke erheblich von den üblichen akademischen Präsentationsformen ab.S. 279
Sue PeabodyS. 7, Francesca TrivellatoS. 6 und Szijártó bezeichnen Ginzburg als den berühmtesten Mikrohistoriker neben Poni, Giovanni Levi und Edoardo Gredi. Er ist laut István Szijártó die führende Persönlichkeit des Zweigs der microstoria (der italienischen Mikrogeschichte).S. 7 Nach Thomas Kroll beeinflusste Ginzburg die geschichtswissenschaftlichen Diskussionen im westlichen Europa, in den USA und auch in Lateinamerika maßgeblich.S. 268f.
Laut Edward Wallace Muir wurde die Erfassung von Interaktionen der Elite- und Populärkultur durch Inquisitionsaufzeichnungen zum Leitprinzip von Ginzburgs Werken.S. 3
Nach Sigurður Gylfi Magnússon hat Ginzburg den Weg für die Analyse von Materialien geebnet, die von konventionellen Historikern oft marginalisiert und als trivial abgetan wurden. Er habe einen Schwerpunkt darauf gelegt, eine interessante Geschichte zu erzählen. Er mache den Leser zu einem direkten Teilnehmer an der Analyse des Themas. Ginzburg habe Ansätze angewandt, die als unkonventionell gelten. Er habe sich in die narrativen Hinweise und Methoden der Literaturkritik eingelesen. Aus diesem Grund würde Ginzburg oft mit der Postmoderne identifiziert. Trygve Riiser Gundersen merkte an, Ginzburg sei in einer Serie von Artikeln als leidenschaftlicher Verteidiger des Konzepts der historischen Wahrheit und als überraschend heftiger Kritiker der postmodernen Geschichtstheorie aufgetreten.S. 113 Auch Magnússon bezeichnet Ginzburg als einen der lautstärksten Kritiker der traditionellen Geschichtsschreibung.S. 114
Irene Quenzler Brown von der University of Connecticut kritisiert Ginzburg und die Historiker der Mikrogeschichte dafür, dass ihre Arbeit oft unvorsichtig und dürftig sei. Sie hätten eine Tendenz, ihre Verallgemeinerungen weit über das Material hinaus zu erweitern, mit dem sie arbeiten. Magnússon fügt hinzu, wenn dies geschehe, gingen oft genau die Tugenden des mikrohistorischen Fokus verloren. So werde der Blick vom eigentlichen Forschungsgegenstand und wahrgenommenen Kontext abgelenkt.S. 128
Laut Trivellato bestreiten Simona Cerutti und Ginzburg die Existenz einer Teilung der Mikrogeschichte in Kultur- und Sozialgeschichte. Ginzburg weise auf die gemeinsame theoretische Basis beider Ansätze hin. Auch wenn mehrere Ausgaben des Quaderni Storici (ein akademisches Journal in Italien) in den 1990er Jahren versuchten, neue Schnittpunkte zwischen sozial- und kulturgeschichtlichen Ansätzen der Mikrogeschichte aufzuzeigen, reflektiert Ginzburgs Innenansicht nach Trivellato das Bild der Mikrogeschichte von außen nicht.S. 11 Szijártó bezeichnet Ginzburg als Kulturwissenschaftler, auch wenn dieser sich selbst nicht eindeutig positioniert.S. 7

## Auszeichnungen
- 1993 Aby-M.-Warburg-Preis der Stadt Hamburg
- 2005 Antonio-Feltrinelli-Preis
- 2009 Sigmund-Freud-Vorlesung (Dante's Blind Spot) auf Einladung der Sigmund-Freud-Privatstiftung
- 2009 Erasmus Medal der Academia Europaea
- 2010 Balzan-Preis[12]

## Werke (Auswahl)

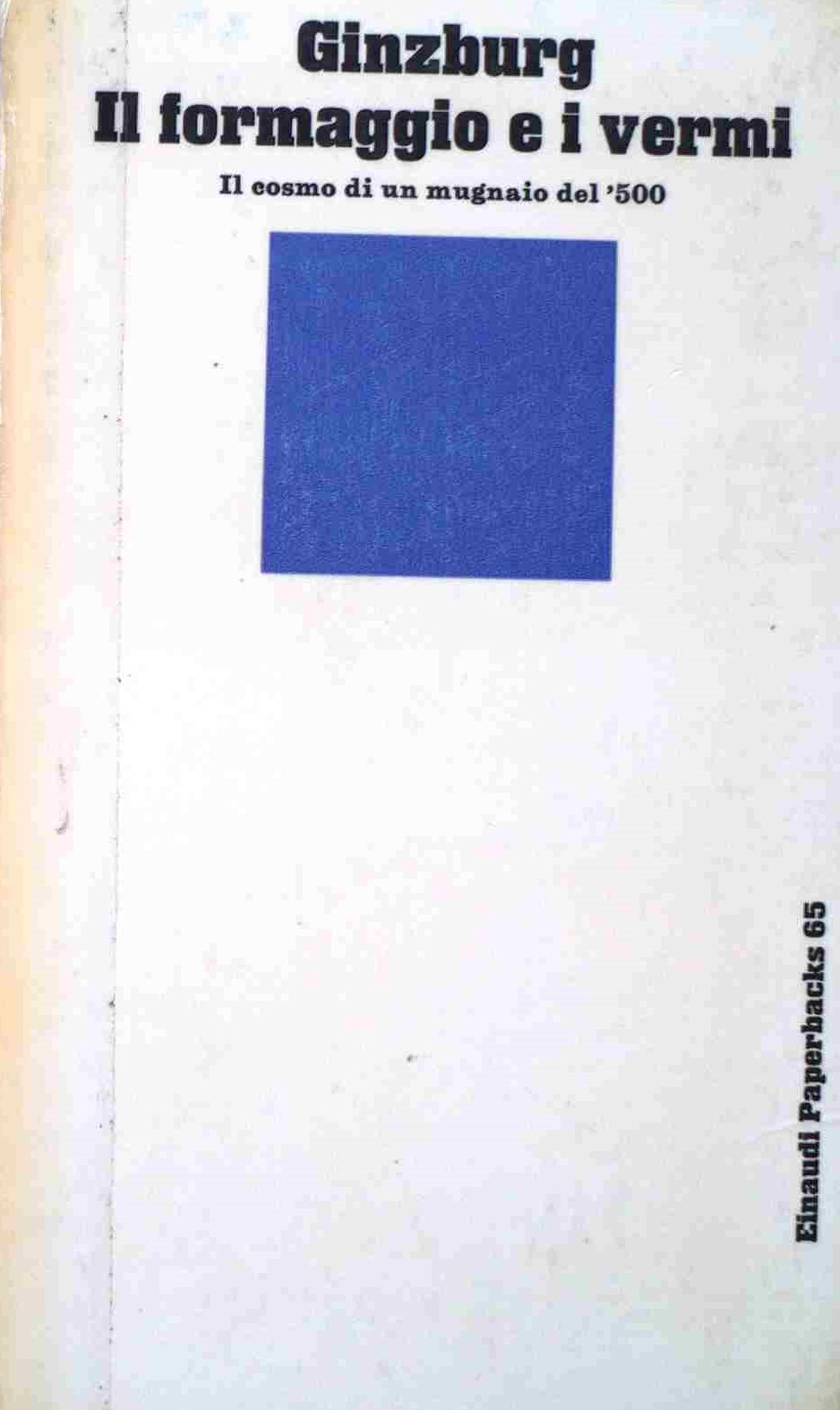
Il formaggio e i vermi (1976)

Ginzburgs Werke wurden hauptsächlich in dem von seinem Vater mitgegründeten Verlag Einaudi herausgegeben. Deutsche Ausgaben erschienen unter anderem in den Verlagen Syndikat und Wagenbach.

### Übersetzungen
- Der Käse und die Würmer: Die Welt eines Müllers um 1600, übers. v. Karl F. Hauber. Syndikat, Frankfurt am Main 1979, ISBN 3-8108-0118-6.
- Die Benandanti. Feldkulte und Hexenwesen im 16. und 17. Jahrhundert, übers. v. Karl F. Hauber. Syndikat, Frankfurt am Main 1980, ISBN 3-8108-0160-7.
- Erkundungen über Piero: Piero della Francesca, ein Maler der frühen Renaissance, übers. v. Karl F. Hauber. Wagenbach, Berlin 1981, ISBN 3-8031-3500-1.
- Spurensicherungen: über verborgene Geschichte, Kunst und soziales Gedächtnis, übers. v. Karl F. Hauber. Wagenbach, Berlin 1983, ISBN 3-8031-3514-1.
- Hexensabbat: Entzifferung einer nächtlichen Geschichte, übers. v. Martina Kempter. Wagenbach, Berlin 1990, ISBN 3-8031-3549-4.
- Der Richter und der Historiker: Überlegungen zum Fall Sofri, übers. v. Walter Kögler. Wagenbach, Berlin 1991, ISBN 3-8031-2189-2.
- Die Venus von Giorgione, übers. v. Catharina Berents. Akademie-Verlag, Berlin 1998, ISBN 3-05-003217-0.
- Holzaugen: über Nähe und Distanz, übers. v. Renate Heimbucher. Wagenbach, Berlin 1999, ISBN 3-8031-3599-0.
- Das Schwert und die Glühbirne: eine neue Lektüre von Picassos Guernica, übers. v. Reinhard Kaiser. Suhrkamp, Frankfurt am Main 1999, ISBN 3-518-12103-0.
- Die Wahrheit der Geschichte: Rhetorik und Beweis, übers. v. Wolfgang Kaiser. Wagenbach, Berlin 2001, ISBN 3-8031-5165-1.
- Faden und Fährten: wahr, falsch, fiktiv, übers v. Victoria Lorini. Wagenbach, Berlin 2013, ISBN 978-3-8031-5184-1